# Mansilla Mayor
Mansilla Mayor – gmina w Hiszpanii, w prowincji León, w Kastylii i León, o powierzchni 14,48 km². W 2011 roku gmina liczyła 325 mieszkańców.
Na terenie gminy, w miejscowości Villaverde de Sandoval, znajdują się pozostałości cysterskiego klasztoru Santa María de Sandoval.